# Joseph Baudrand
Pour les articles homonymes, voir Baudrand.
Joseph Baudrand, né à Dole le 23 avril 1836 et mort à Besançon le 5 novembre 1897, est un sculpteur français.

## Biographie
Né à Dole en 1836, Joseph Baudrand vient demeurer à Besançon où il est nommé professeur de sculpture à l'école des beaux-arts en 1886.
Il meurt à Besançon le 5 novembre 1897. 

## Œuvres

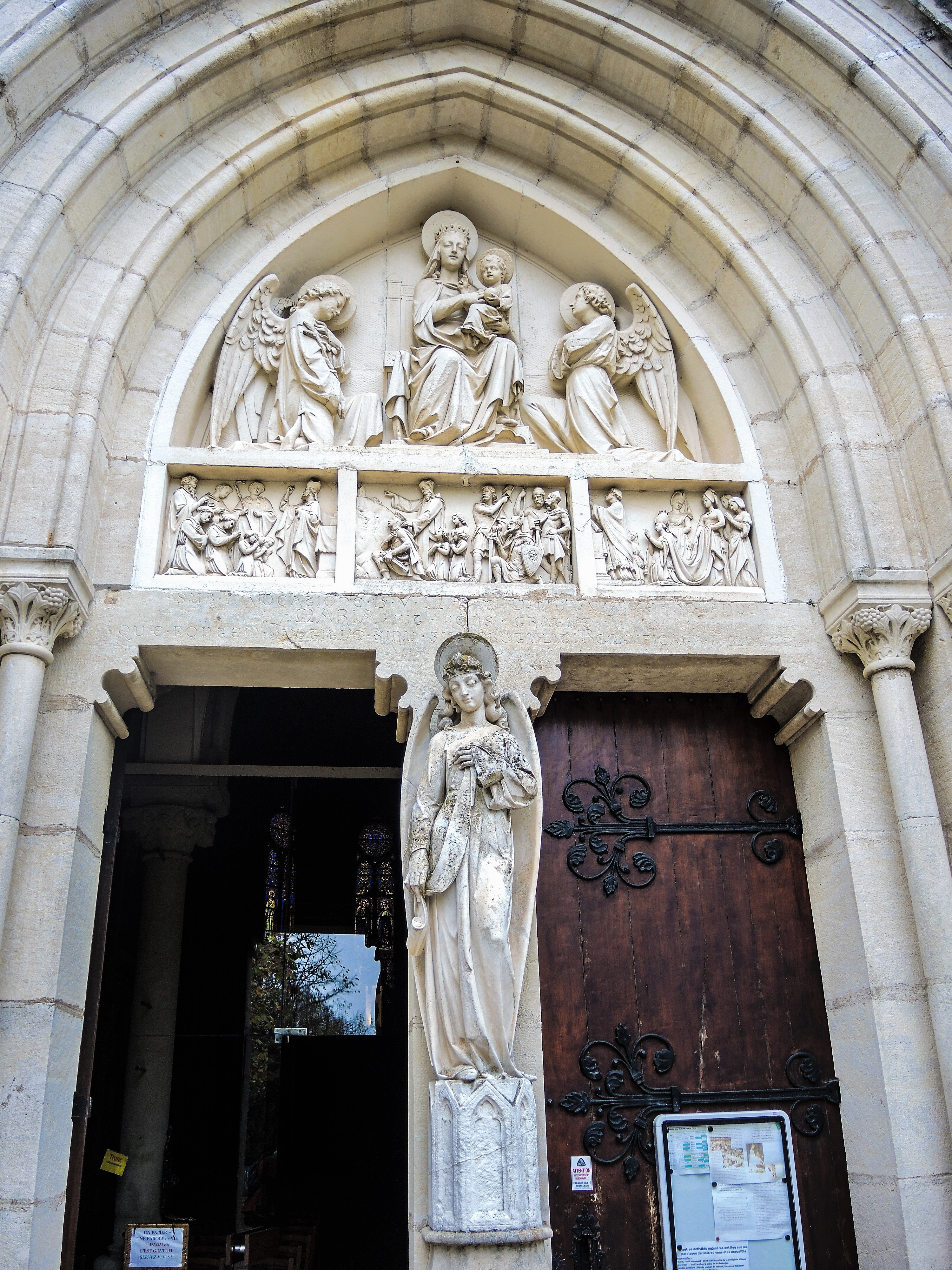
Tympan du sanctuaire Notre-Dame de Mont-Roland (1888), Jouhe.

- Maître-autel, Besançon, église Notre-Dame.
- Tympan, 1888, haut-relief en pierre, Jouhe, sanctuaire Notre-Dame de Mont-Roland.
- Saint Pierre, 1888, statue en pierre, Jouhe, sanctuaire Notre-Dame de Mont-Roland.
- Sainte Philomène, statue en pierre, Dole.
- Les trois Carnot, trois médaillons entourant un faisceau de licteur, sur lequel est placé un médaillon de la République, albâtre. Ces médaillons ont été exposés à Besançon en 1890, localisation inconnue.